# 刺鮟鱇科
刺鮟鱇科是輻鰭魚綱鮟鱇目的其中一科。其下僅有一屬一種，即刺鮟鱇（Centrophryne spinulosa）又稱中角鮟鱇，為深海魚類，分布於全球各大洋熱帶及亞熱帶海域，棲息深度590-2325公尺，雄魚體長可達1.3公分，雌魚體長可達24.7公分，生活習性不明，不具任何經濟價值。